# 대각사 (서울 종로구)
대각사(大覺寺)는 한국의 서울특별시에 위치한 불교 사찰이다. 대한불교조계종 소속으로 행정구역상 주소는 도로명주소 기준 서울시 종로구 율곡로10길 87이다.
1911년 한국의 불교 승려인 용성진종이 봉익동 1번지 일대를 사들여 대각사를 창건하였다. 1916년 만해용운이 대각사를 찾았으며, 이후 만해는 서울에 있을 때 주로 대각사에 머물곤 하였다고 한다.
용성진종은 만해용운과 함께 1919년 3월 1일 민족대표 33인의 일원으로 3.1 운동을 주도하였으며, 일본 경찰에 피체되어 2년여 간 서대문형무소에서 옥고를 치르고 출소한 뒤에는 불경 번역과 전법 및 독립운동 지원에 나섰다. 이 가운데는 경남 함양의 화과원을 운영하거나, 만주 용정에 27만 여 평의 농지를 사들여서 화과원을 운영하면서 그 잉여 농산물을 독립자금으로 쓰기도 하였다.
용성진종이 1922년 불교 단체인 대각교(대각회)를 설립한 뒤, 이곳 대각사를 중심으로 대각교는 확장을 거듭하여 1928년 일반인을 대상으로 하는 대각일요학교가 설립되었고, 이듬해에는 선회가 개설되었으며, 1930년에는 대각성전과 요사채가 새로 지어지기도 하였다. 이후 1939년 조선불교선종총림, 1944년에 다시 경성포교당 대각선원 등으로 이름이 바뀌었다.
이 무렵 대각교가 대각사를 중심으로 조선인의 민족자주성을 일깨우고 있다고 판단한 조선총독부에 의해 1931년 대각사의 재산이 몰수되는 등 본격적으로 탄압받기도 하였다. 용성진종은 해방을 5년 앞둔 1940년 음력 2월 24일 입적하였다.
1945년 12월 12일 백범 김구 및 대한민국임시정부 요인들의 귀국을 환영하는 귀국봉영회가 이곳 대각사에서 마련되었다.
1969년 용성진종의 제자인 완규, 동헌을 비롯한 승려들이 대각교 창립 정신을 기리기 위하여 재단법인 대각회를 대각사에 설립하였고, 1986년 경내에 있던 건물들을 모두 철거, 총건평 400평의 현대식 건물로 재신축하였다.